# Buck the World
Albums
T.I.P.
(2005) They Don't Bother Me
(2007)
Singles
1. I Know You Want Me
Sortie : 26 septembre 2006
2. Get Buck
Sortie : 13 février 2007
3. U Ain't Goin' Nowher
Sortie : 18 mai 2007

Buck the World est le deuxième album studio de Young Buck, sorti le 27 mars 2007.
Le titre de l'album est un jeu de mots avec l'expression « Fuck the World ». On peut noter la présence de 50 Cent, Snoop Dogg, Young Jeezy ou encore du chanteur de Linkin Park, Chester Bennington, sur le single Slow Ya Roll. À la production, on retrouve la participation de Dr. Dre, Lil Jon et Jazze Pha. Le flow de Young Buck ressemble sur certains morceaux un peu hardcore à celui de DMX à la différence d'autres chansons plus typées RnB sur lesquelles Young Buck a une voix plus douce et plus mélodieuse.

## Liste des titres
| No  | Titre                                                                                   | Contient un (des) sample(s) de                                                  | Durée |
| --- | --------------------------------------------------------------------------------------- | ------------------------------------------------------------------------------- | ----- |
| 1.  | Push Em Back (Produit par Young RJ)                                                     |                                                                                 | 3:55  |
| 2.  | Say It to My Face (featuring 8Ball & MJG et Bun B – Produit par Jiggolo)                | Confutatis du Requiem de Mozart Rex tremendæ du Requiem de Mozart               | 3:39  |
| 3.  | Buss Yo' Head (Produit par J.U.S.T.I.C.E. League)                                       | My Hero Is a Gun de Michael Masser Somebody's Gotta Die de The Notorious B.I.G. | 4:58  |
| 4.  | I Ain't Fucking Wit U! (featuring Trick Daddy et Snoop Dogg – Produit par Hi-Tek)       |                                                                                 | 3:43  |
| 5.  | Get Buck (Produit par Polow da Don)                                                     |                                                                                 | 4:14  |
| 6.  | Buck the World (featuring Lyfe Jennings – Produit par Jake One)                         |                                                                                 | 3:46  |
| 7.  | Slow Ya Roll (featuring Chester Bennington – Produit par Doc McKinney et Gramps)        |                                                                                 | 3:43  |
| 8.  | Hold On (featuring 50 Cent – Produit par Dr. Dre et Che Vicious)                        |                                                                                 | 3:59  |
| 9.  | Pocket Full of Paper (featuring Young Jeezy – Produit par DJ Toomp)                     |                                                                                 | 3:45  |
| 10. | Haters (featuring Kokane – Produit par Vitamin D)                                       |                                                                                 | 4:10  |
| 11. | U Ain't Goin' Nowhere (featuring LaToiya Williams – Produit par Dr. Dre et Mark Batson) |                                                                                 | 3:59  |
| 12. | Money Good (Produit par Lil Jon)                                                        |                                                                                 | 4:12  |
| 13. | Puff Puff Pass (featuring Ky-Mani Marley – Produit par Tha Bizness)                     |                                                                                 | 4:40  |
| 14. | Clean Up Man (Produit par Jake One et G Koop)                                           |                                                                                 | 4:22  |
| 15. | 4 Kings (featuring Pimp C, Young Jeezy et T.I. – Produit par Jazze Pha)                 | Havin' Thangs de Big Mike featuring Pimp C                                      | 4:52  |
| 16. | I Know You Want Me (featuring Jazze Pha – Produit par Jazze Pha)                        |                                                                                 | 4:47  |
| 17. | Lose My Mind (Produit par Eminem)                                                       |                                                                                 | 3:18  |

| 17. | Funeral Music (Interprété par 50 Cent – Produit par Key Kat) | 3:15 |